# ليندا باكي
ليندا باكي (بالنرويجية البوكمول: Linda Bakke)‏ هي موسيقية ومغنية نرويجية، ولدت في 19 أغسطس 1973.